# Grevillea chrysophaea
Grevillea chrysophaea är en tvåhjärtbladig växtart som beskrevs av Meissn.. Grevillea chrysophaea ingår i släktet Grevillea och familjen Proteaceae. Inga underarter finns listade i Catalogue of Life.